# Мирза Насрулла Хан
Мирза Насрулла Хан (перс. میرزا نصرالله خان نایینی‎, 4 января 1840, Наин, Персия — 13 сентября 1907, Тегеран, Персия) — персидский государственный деятель, первый премьер-министр Ирана (1906—1907).

## Биография
Родился в семье потомственного муллы, вырос в Наине, в юности переехал в Тегеран, где стал работать уличным писцом, разместившись рядом с правительственными зданиями и составляя различные письма за неграмотных. В 1862 году женился на Хосни, дочери богатого купца Мирзы Таги Ажудана, после чего смог устроиться на государственную службу.
Сначала работал в Министерстве иностранных дел, затем был чиновником небольшого ранга в азербайджанских провинциях, служил в Тебризе, позже вернулся в МИД. Через определённое время он стал личным секретарем министра иностранных дел Персии и со временем стал богатым человеком.
В 1898 году сам занял должность министра иностранных дел и вёл переговоры с англичанами о предоставлении нефтяных концессий. Два его сына, Хасан Пирния (1872—1935) и Хоссейн Пирния (1875—1948), также стали политиками и участвовали в разработке персидской конституции 1906 года (англ. Persian Constitution of 1906), после принятия которой 7 октября 1906 года их отец возглавил первое утверждённое меджлисом правительство (при этом пытался убедить протестовавшие против конституции народные массы, что Персия по-прежнему останется абсолютной монархией). Одной из первых мер, предпринятых им на посту премьер-министра, стало освобождение ряда политических заключённых. После смерти Мозафереддин-шаха Каджара принял регентство и создал комиссию экспертов, которая должна подготовить дополнение к Конституции, чтобы окончательно уточнить форму правления Ираном.
17 марта 1907 года вышел в отставку, его кабинет продолжал работать до 1 мая 1907 года. В этот период ситуация в стране обострилась в связи с исламскими инициативами шейха Фазлоллы Нури, потребовавшего проверки всех изменений в Конституцию специальной комиссией богословов. После того, как новый премьер-министр Мирза Али Асгар Хан Амин аль-Султан был убит, 31 августа 1907 года вновь занял должность премьер-министра. Скончался при невыясненных обстоятельствах (официально от инсульта), но, по некоторым предположениям, был отравлен. Был похоронен в поминальном шиитском храме в Тайрише (англ. Tajrish). После его отставки пост премьер-министра занял его старший сын Хасан, безуспешно пытавшийся убедить парламент начать расследование смерти отца.